# Paul McGrath (labdarúgó)
Paul McGrath (Ealing, 1959. december 4. –) angol születésű ír labdarúgóhátvéd.

## Pályafutása

### Klubcsapatban
1981–82-ben a St Patrick's Athletic labdarúgója volt. 1982-től az angol-bajnokságban szerepelt. 1982 és 1989 között a Manchester United, 1989 és 1996 között az Aston Villa csapatában játszott. 1996–97-ben a Derby County játékosa volt, de 1997-ben kölcsönben a Sheffield Unitedben szerepelt, ahova az 1997–98-as idényben át is szerződött.

### A válogatottban
1985 és 1997 között 83 alkalommal szerepelt az ír válogatottban és nyolc gólt szerzett. Részt vett az 1988-as Európa-, az 1990-es és az 1994-es világbajnokságon.